# 沈本圓
沈本圓（1883年—1947年7月25日）也稱釋本圓，是基隆市出身的佛教僧人，台灣佛教四大法脈之一五股觀音山派之派祖。

## 略歷
臺灣臺北府基隆人。光緒9年（明治16年、西元1883年）出生。原為齋教龍華教門徒，後於明治30年（1897年），在基隆清寧宮剃髮出家。明治33年（1900年），至湧泉寺受戒。明治41年（1908年），返台，任基隆聖王公廟職，又受江善慧師之邀，前往月眉山靈泉寺。明治43年（1910年），受觀音山凌雲寺寶海和尚之請，任凌雲寺住持，致力於凌雲寺的重建。大正6年（1917年），加入臨濟宗妙心寺派，任台灣布教使。大正7年（1918年），和長谷慈圓等創立「鎮南學林」，又成立「台灣佛教道友會」。大正9年（1920年），任臨濟宗妙心寺派大本山西堂職。大正10年（1921年），和江善慧等作為創會會員，協助丸井圭治郎成立南瀛佛教會，任該會理事。大正12年（1923年），在凌雲寺傳戒。大正14年（1925年），出席在東京增上寺舉辦之東亞佛教大會。昭和9年（1934年），參訪南洋、印度之佛教勝蹟。戰後，任台北臨濟寺住持。

## 脚注
1. ↑  . 姚麗香，台灣佛教學術研討會論文集頁71-84.   [2023-12-11]. （原始内容存档于2023-12-11）.
2. ↑  許雪姬，台灣歷史辭典，遠流，2003年

## 關連項目
- 妙心寺